# Transformata Hilberta
Transformata Hilberta {\displaystyle {\widehat {g}}(t)} funkcji {\displaystyle g(t)} oraz transformata do niej odwrotna definiowana jest w następujący sposób:
{\displaystyle {\widehat {g}}(t)={\frac {1}{\pi }}\int _{-\infty }^{\infty }{\frac {g(\tau )}{t-\tau }}\,d\tau ,}
{\displaystyle g(t)=-{\frac {1}{\pi }}\int _{-\infty }^{\infty }{\frac {{\widehat {g}}(\tau )}{t-\tau }}\,d\tau .}
Jest to splot funkcji {\displaystyle g(t)} z funkcją {\displaystyle h(t)={\frac {1}{\pi t}}.}
Transformata Fouriera funkcji {\displaystyle h(t)} wynosi:
{\displaystyle H(\omega )={\mathcal {F}}\{h\}(\omega )=-j\cdot \operatorname {sgn}(\omega )={\begin{cases}+j&{\text{dla }}\omega <0\\0&{\text{dla }}\omega =0\\-j&{\text{dla }}\omega >0\end{cases}},}
gdzie {\displaystyle j} oznacza jednostkę urojoną.
Na podstawie zasady, że splotowi funkcji odpowiada mnożenie ich widm (w sensie transformat Fouriera), wynika z tego, że widmo transformaty Hilberta {\displaystyle {\widehat {s}}(t)} różni się od widma „oryginalnego” sygnału {\displaystyle s(t)} jedynie tym, że dodatnia połówka ulega wymnożeniu przez {\displaystyle -j,} a ujemna przez {\displaystyle +j.} Mnożenie widma przez {\displaystyle \pm j} oznacza przesunięcie fazy o {\displaystyle \pm }90°, przy zachowaniu niezmienionej amplitudy.
{\displaystyle {\widehat {G}}(\omega )={\mathcal {F}}\{h\}(\omega )\cdot {\mathcal {F}}\{g\}(\omega )=-j\cdot \operatorname {sgn}(\omega )\cdot G(\omega )={\begin{cases}+j\cdot G(\omega )&{\text{dla }}\omega <0\\0&{\text{dla }}\omega =0\\-j\cdot G(\omega )&{\text{dla }}\omega >0\end{cases}}.}

## Właściwości transformaty
1. Transformata jest przekształceniem liniowym.
2. Sygnał {\displaystyle g(t)} i jego transformata Hilberta mają to samo widmo amplitudowe.
3. Dwukrotnie transformując sygnał {\displaystyle g(t)} otrzymamy {\displaystyle -g(t).}
4. Sygnał {\displaystyle g(t)} i jego transformata są ortogonalne.

## Wybrane pary transformat Hilberta
| Sygnał {\displaystyle u(t)}                                       | transformata Hilberta {\displaystyle {\widehat {u}}(t)}                                          |
| ----------------------------------------------------------------- | ------------------------------------------------------------------------------------------------ |
| {\displaystyle \sin(t)}                                           | {\displaystyle -\cos(t)}                                                                         |
| {\displaystyle \cos(t)}                                           | {\displaystyle \sin(t)}                                                                          |
| {\displaystyle {\frac {1}{t^{2}+1}}}                              | {\displaystyle {\frac {t}{t^{2}+1}}}                                                             |
| funkcja sinc {\displaystyle {\frac {\sin(t)}{t}}}                 | {\displaystyle {\frac {1-\cos(t)}{t}}}                                                           |
| sygnał prostokątny {\displaystyle \sqcap (t)}                     | {\displaystyle {\frac {1}{\pi }}\ln \left\|{\frac {t+{\frac {1}{2}}}{t-{\frac {1}{2}}}}\right\|} |
| delta Diraca {\displaystyle \delta (t)}                           | {\displaystyle {\frac {1}{\pi t}}}                                                               |
| funkcja charakterystyczna zbioru {\displaystyle \chi _{[a,b]}(x)} | {\displaystyle {\frac {1}{\pi }}\log \left\vert {\frac {x-a}{x-b}}\right\vert }                  |